# Ion Voinescu
Ion Voinescu (Valea Dragului, 18 d'abril, 1929 - Bucarest, 9 de març 2018) fou un futbolista romanès de la dècada de 1950.
Pel que fa a clubs, destacà com a jugador de l'Steaua București. Fou internacional amb Romania i participà en els Jocs Olímpics de 1952.

## Palmarès
Steaua București
- Lliga romanesa de futbol (6): 1951, 1952, 1953, 1956, 1960, 1961
- Copa romanesa de futbol (5): 1950, 1951, 1952, 1955, 1962